# Helicia bullata
Helicia bullata är en tvåhjärtbladig växtart som beskrevs av Herman Otto Sleumer. Helicia bullata ingår i släktet Helicia och familjen Proteaceae. Inga underarter finns listade i Catalogue of Life.